# Jean-François Bayard

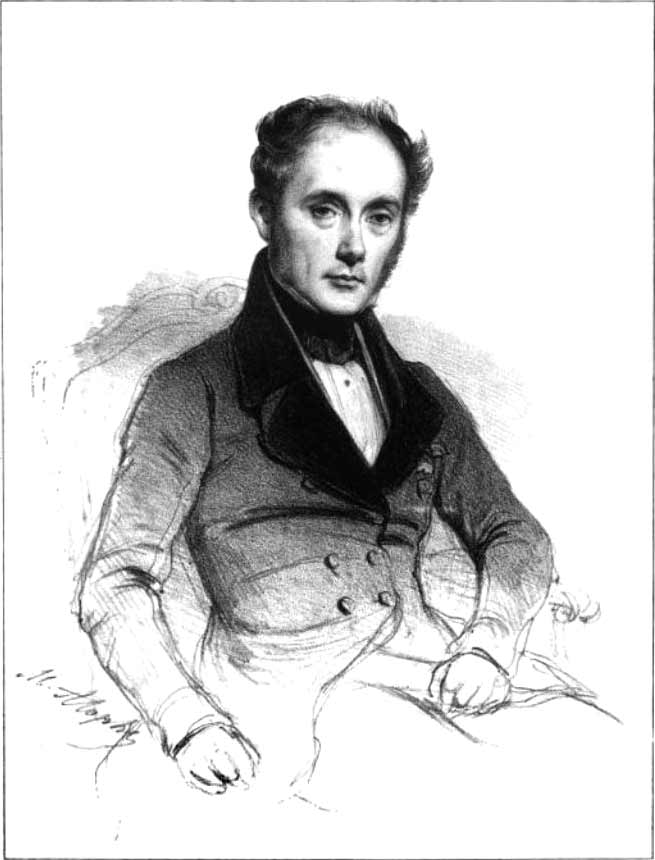
Jean-François Bayard.

Jean-François-Alfred Bayard, född 17 mars 1796 i Cherolles, död 19 februari 1853 i Paris, var en fransk pjäsförfattare och librettist.
Bayard skrev - ensam eller tillsammans med Scribe, Mélesville, Dumanoir och andra - mer än 200 teaterstycken, av vilka många givits med stor framgång. Han skrev texten till Donizettis opera La fille du régiment (1840, "Regementets dotter" 1845). Hans samlade verk, Théâtre, utgavs 1855-59 i 12 band.
Blanches "Hittebarnet" är en bearbetning av Bayards och Varners Roquelain à la recherche d'un père, och Blanches "Stockholm, Västerås och Uppsala" är en bearbetning av Bayards och Varins Paris, Orléans et Rouen.

## Pjäser (översatta till svenska) (urval)
- Le père de la débutante (1837, "Debutanten och hennes far", 1838) - komedi
- Christine ou la Reine de seize ans ("Drottning Christina vid sexton år" 1839) - komedi
- Le mari à la campagne (1844, "Den gifte mannen i staden och på landet", 1845)
- Le gamin de Paris (1836, "Pariserpojken", 1837)
- Les premières armes de Richelieu (1839, "Richelieus första vapenbragd", 1842)
- La niaise de Saint-Flour (1849, "Frieri och förställning",1850) - komedi
- Un câteau de cartes (1848, "Min hustru vill ha en syssla", 1850)
- Adjutanterne 1843 (Vaudeville)
- Dottersonen 1855 (komedi)
- Valeur & kompani 1871 (lustspel)